# 7.62x25mmトカレフ弾
7.62x25mm トカレフ弾（ロシア語: 7,62×25 мм ТТ、ラテン文字表記の例: 7.62x25mm Tokarev）は、旧ソビエトとその周辺諸国で広く使用されていたボトルネック型の拳銃弾である。

## 設計
トカレフ弾は拳銃弾としては珍しくボトルネック型にデザインされている。設計の参考にされたのはドイツの7.63x25mmマウザー弾で、寸法がほとんど同じため、銃によってはトカレフ弾とマウザー弾双方を発射することも可能である。
ただし、トカレフ弾はマウザー弾より硬度の高い鋼製ジャケットを用いるものが多いため、マウザー弾専用の銃器からトカレフ弾を発射すると銃身内のライフリングが磨耗し易く、銃身の寿命を短くしてしまう恐れがある。
トカレフ弾の平均銃口初速は400 m/s、運動エネルギーは600 J程度である。発射音・発射光は比較的大きい。

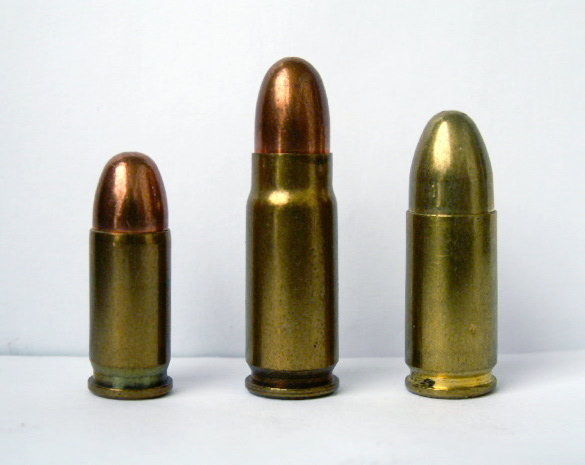
左から7.65mmブローニング弾、トカレフ弾、9mmパラベラム弾。

西側諸国の9x19mmパラベラム弾と比べると貫通力に優れ、防弾能力がNIJ規格タイプIIIA (.357 SIG、.44マグナム対応)未満のボディアーマーではアーマーの装着者を防護することができない。これはトカレフ弾が鉛資源節約のために鉄弾芯を使用している弾丸が多いことと、高強度な繊維を積層して製造されるボディアーマーは小口径で高初速を持つ弾丸に弱い特性があるためで、トカレフ弾が当初からアーマーピアシング弾を意識して製作された訳では無い。
西側で流通する一般的な鉛製弾芯の弾薬を使用し、鉄弾芯による貫通力の差を無くした実験の結果では、7ヤードの距離から発射された9x19mm弾は1 mm厚の鉄板を4枚ほど貫通し、トカレフ弾は同等の鉄板を6枚貫通するとしている。

## 運用
ソビエトでは、主に短機関銃用の弾薬として使用するために大量生産が行われ、さらにワルシャワ条約機構の加盟国など共産主義諸国へ大量に輸出された。その後、主力軍用拳銃弾の座を9x18mmマカロフ弾に譲ることになるが、ロシアや中国の警察部隊・特殊部隊の一部は、そのボディアーマーに対する高い貫通力に着目し使用し続けている。また、冷戦終結後は同弾薬を使用する銃器（主に拳銃）と共に旧西側諸国の市場に流入しており、生産は現在も継続されている。
トカレフ弾を使用する銃器としてはトカレフTT-33拳銃が代表的である。加えて、ソ連製のPPD-34、PPD-38、PPD-40、PPSh-41、PPS、PP-19 Bizon、チェコスロバキア製のVz.24、Vz.26、Vz.52、北朝鮮の68式拳銃、中国の80式自動拳銃、中国の短機関銃である64式微声冲锋枪、79式衝鋒槍、85式衝鋒槍、 17連マガジン搭載拳銃Norinco NP762 (PX-3)、ベトナム軍採用の13連マガジン搭載K14-VNなどが本弾薬を採用している。

## 派生型
短機関銃用の各種強装弾を製造して来た伝統のあるチェコスロバキアでは、強装のトカレフ弾が現在でも製造されており、チェコM48と呼ばれている。
M48弾は発射圧が通常のトカレフ弾より18%高く、より長い有効射程とエネルギー値を持つが、発射時に高いロック強度を実現しているVz.52拳銃など以外の拳銃からM48弾を発射した場合、強力さゆえに銃がダメージを受ける可能性がある。
また、中国製の7.62mm Type P は亜音速の初速を持つ特殊な弾薬で、消音器と組み合わせて発射音を低減する目的で開発された。